# A Touch of Grey
A Touch of Grey è un film canadese del 2009 diretto da Ian Mah e Sandra Feldman.

## Trama
Quattro compagni di scuola superiore si riuniscono dopo 25 anni, ognuno di fronte a un bivio nella propria vita.